# ダニエル・ピクリ

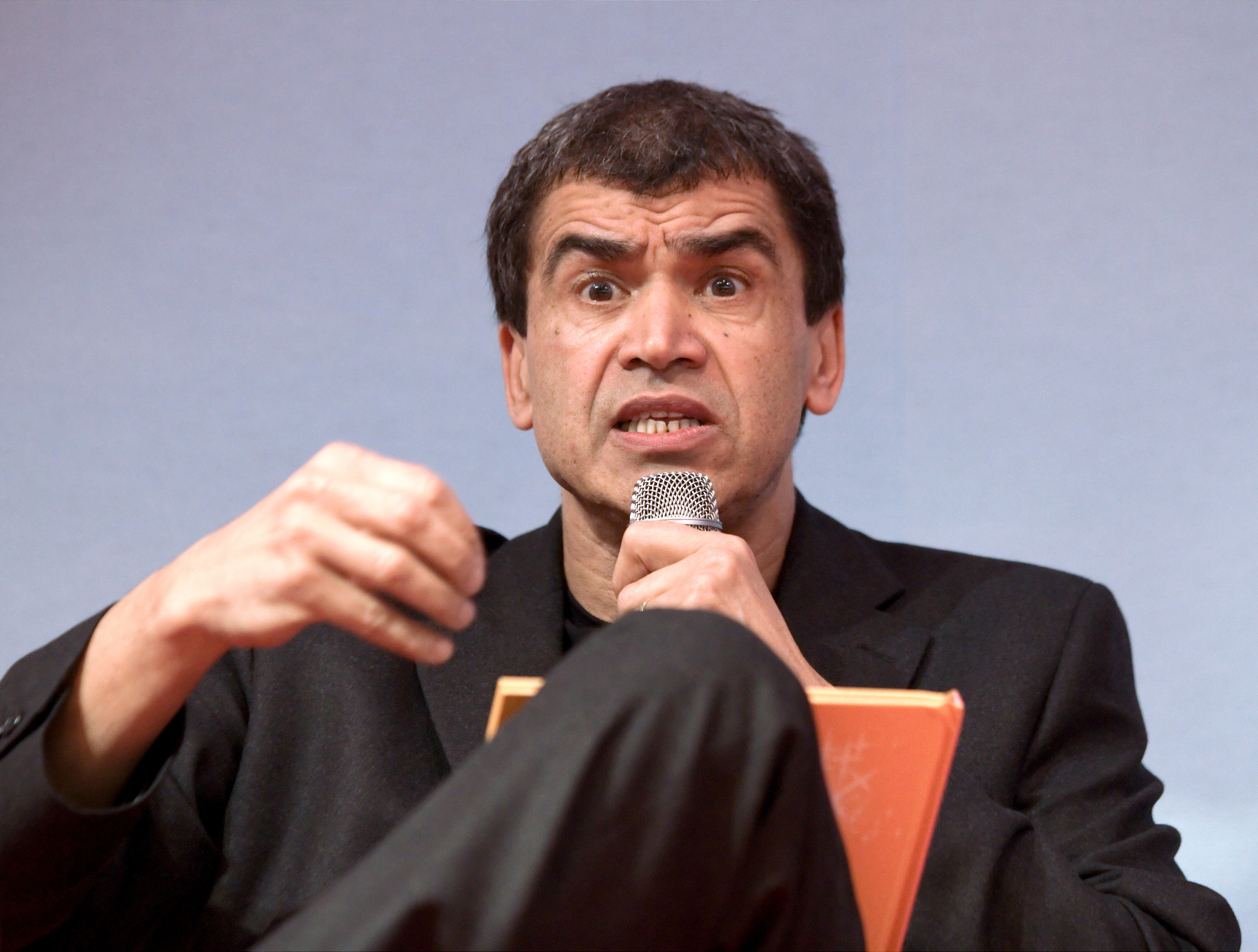
パリ国際ブックフェアにて（2010年）

ダニエル・ピクリ（仏：Daniel Picouly、1948年10月21日 - ）はフランスの小説家。ミステリーや児童向けの作品を発表している。

## 略歴
パリ郊外のヴィルモンブルで生まれ、マルティニークの貧しい家庭で13人兄弟の11番目として、怠惰で夢見がちな少年に育った。
ダニエル・ペナックの助けの下、1992年に処女作のLa lumière des fousを発表した。1995年に、彼の家族についてフィクションを交えて描いた『僕らの原っぱ』（原題：Le champ de personne）で有名作家となった。
1999年には、L'enfant Léopard でルノードー賞を受賞した。

## 作品
- La lumière des fous, 1992
- 『僕らの原っぱ』 (Le champ de personne, 1995)、松本百合子訳。ISBN 4-14-005280-5
- 『半ズボンの中のピンチ』 (Fort de l'eau, 1997)、松本百合子訳。ISBN 4-14-005301-1
- L'enfant Léopard, 1999